# Sasnet
Sasnet (en árabe: تساسنت‎, en francés: Tassassant) es una localidad marroquí perteneciente al municipio de Izmorén, en la región de Tánger-Tetuán-Alhucemas. Desde 1912 hasta 1956 perteneció a la zona norte del Protectorado español de Marruecos.